# (36354) 2000 NE27
2000 NE27 (asteroide 36354) é um asteroide da cintura principal. Possui uma excentricidade de 0.18590760 e uma inclinação de 4.90554º.
Este asteroide foi descoberto no dia 4 de julho de 2000 por LONEOS em Anderson Mesa.